# جیمی کیلکنی
جیمی کیلکنی (انگلیسی: Jimmy Kilkenny; ۲۱ نوامبر ۱۹۳۴ – ۱ آوریل ۲۰۰۳) بازیکن فوتبال بود.
از باشگاه‌هایی که در آن بازی کرده‌است می‌توان به باشگاه فوتبال دونکستر راورز اشاره کرد.